# Alfons Nieto
Alfons Nieto (Barcellona, 30 ottobre 1992) è un attore spagnolo.

## Biografia
Alfons Nieto è nato il 30 ottobre 1992 a Barcellona, in Spagna, dove intraprende la carriera di attore.

## Carriera
Alfons Nieto ha iniziato la sua carriera di attore recitando in diverse serie TV come H - Helena, Gli eredi della terra, El Cid e Amar es para siempre.
Nel 2022 entra nel cast principale di 42 segundos, di Alex Murrull e Dani De La Orden. Nel 2024 interpreta il ruolo di Erik nel film thriller Entre Nosotros di Martin Casapía Casanova.

## Doppiatori italiani
Nelle versioni in italiano dei suoi film, Alfons Nieto è stato doppiato da:
- Alberto Franco in 42 segundos

## Filmografia

### Cinema
- Entre Nosotros, regia di Martin Casapía Casanova (2024)
- Sogno olimpico (42 segundos), regia di Alex Murrull e Dani De La Orden (2022)[3]
- Modelos, regia di Miriam Victoria (2015)

### Televisione
- Élite  – serie TV, 2 episodi (2023-2024)
- Amar es para siempre – serie TV, 4 episodi (2023-2024)
- Gli eredi della terra – serie TV, 2 episodi (2022)
- El Cid – serie TV, 7 episodi (2020)
- H - Helena – serie TV, 7 episodi (2019)
- Gigantes – serie TV, 2 episodio (2019)
- Kubala, Moreno i Manchón –  serie TV, 4 episodi (2012)
- Tita Cervera. La baronesa – serie TV, 2 episodi (2011)

### Cortometraggi
- Wilis, regia di Matthew Deimling Johns (2023)
- Colada, regia di Ibon Hernando (2021)
- Última Sesión, regia di Roger Bessó (2017)